# 張超 (広陵太守)
張 超（ちょう ちょう、? - 195年）は、中国後漢時代末期の武将・政治家。字は不明。兗州東平郡寿張県（山東省泰安市東平県）の人。実兄は張邈。

## 正史の事跡

### 事跡
広陵太守で、臧洪や袁綏といった名士を登用した。初平元年（190年）正月に、兄や他の諸侯と共に、董卓討伐の同盟（反董卓連合軍）に参加した。この時、諸侯同盟の宣誓者として臧洪を推薦した。臧洪もその大役を見事に果たした。
興平元年（194年）夏、陶謙を討つため徐州遠征に赴いた曹操の留守を狙って、陳宮や兄らと共謀し呂布を兗州牧に推戴して謀反を起こした。一時は、兗州のほとんどを制圧する程の勢いであった。
しかし翌2年（195年）春には、曹操が勢いを盛り返したため、呂布側は劣勢に追い込まれた。同年8月、張超は兄の命令で家族と共に雍丘に籠城し、曹操の猛攻撃にも懸命に防戦した。しかし同年12月、ついに雍丘が陥落したため張超は自殺に追い込まれた。また、張邈・張超の一族も皆殺しにされたという。一方の兄は袁術に救援を求めにいく途中で、部下に殺害されている。

### 人物像
張超の人物像は、史料が断片的であるため多くを窺い知ることはできない。しかし、兄から「臧洪に広陵の政務のほとんどを委ねているのは何故か」と問われると、張超は「臧洪の才能と知略を重んじているため」と述べている。臧洪も張超の信任に答える形で、張超のために最後まで報恩を尽くした。そして張超を救援しなかった袁紹を恨んで臧洪は離反し、結局袁紹に誅殺された。この他にも董卓討伐時に、袁綏が張超から広陵の政務を委ねられた。